# Кантърк
Кантърк (на английски: Kanturk; на ирландски: Ceann Toirc) е град в Южна Ирландия, графство Корк на провинция Мънстър. Намира се на около 50 km северозападно от главния административен център на графството град Корк. За година на основаването му се смята 1609 г., когато тук е построен замъкът Кантърк Касъл, който е запазен и до наши дни. Имал е жп гара от 1 април 1889 г. до 4 февруари 1963 г. Населението му е 1915 жители от преброяването през 2006 г. 